# Henri Tajfel
Henri Tajfel, rodným jménem Hersz Mordche (22. června 1919, Włocławek – 3. května 1982, Oxford) byl britský sociální psycholog polsko-židovského původu, který proslul příspěvky na téma předsudků a kolektivních identit.

## Život
Narodil se v židovské rodině v Polsku. Protože tam byly omezující kvóty pro Židy na vysokých školách, odjel do Francie, kde studoval chemii na Sorbonně. Po vypuknutí druhé světové války byl povolán do francouzské armády. Byl zajat Němci, ale protože neodhalili jeho židovský původ, byl odeslán do zajateckého, nikoli koncentračního tábora. Zde přežil válku. Válečná a zajatecká zkušenost ho nicméně přivedly k zájmu o roli stereotypů, nacionalismu, rasismu a skupinových identit. Bezprostředně po válce pracoval pro OSN, která pomáhala uprchlíkům a válečným sirotkům. Roku 1946 začal studovat psychologii, studia dokončil roku 1954 - to již v Británii, kam odešel za svou ženou, již poznal za války. Od roku 1967 až do své smrti poté působil na univerzitě v Bristolu.

## Dílo
Kritizoval zastaralost metod sociální psychologie a byl zastáncem experimentální metody. Tu začal v Bristolu široce využívat: jeho experimenty začaly tak, že dělil dobrovolníky na dvě malé skupiny na základě nějakého bezvýznamného znaku, a posléze sledoval interakci mezi těmito skupinami a způsoby posilování kolektivní identity uvnitř skupin. Výsledky byly překvapivé: ač bylo rozdělení do skupin v podstatě náhodné a skupiny od sebe byly oddělené, lidé se s jim přidělenou skupinou identifikovali, vymezovali se vůči skupině druhé a definovali výhody a specifičnost vlastní skupiny. Na základě experimentů formuloval spolu se svým žákem Johnem Turnerem tzv. teorii sociální identity, která říká, že lidé svou identitu odvozují od příslušnosti ke skupině i nepříslušnosti k jiným skupinám, za kterýmžo účelem maximalizují vnímání pozitivních rysů vlastní skupiny a negativních rysů cizích skupin.